# Anunciador del ring
Un anunciador del ring es un empleado o contratista que halla dentro del ring (y a veces frente a la cámara) para un evento, empresa o promoción de boxeo, lucha libre profesional o artes marciales mixtas, que presenta a los competidores ante la audiencia.

## Descripción general
En las peleas de boxeo y artes marciales mixtas, las presentaciones ocurren después de que ambos peleadores hayan ingresado al ring o a la jaula. Junto con el nombre de cada luchador, el anunciador normalmente también informa su altura, peso, ciudad de origen, apodo, récord de victorias y derrotas, y cualquier título actual o pasado que el luchador haya ostentado. En MMA la disciplina de combate normalmente también se anuncia. En la lucha libre profesional, los luchadores se presentan de manera similar, aunque generalmente antes o cuando llegan al ring (el peso de cada luchadora no se anuncia en la mayoría de las empresas o promociones). Las introducciones con ambos luchadores dentro del ring a veces se utilizan para combates titulares u otras luchas importantes, para agregar una «sensación de gran pelea».
El anunciador del ring suele indicar las reglas del combate. En el boxeo y las MMA, esto generalmente se limita al número de rondas programadas y a la duración de cada ronda. En la lucha libre profesional, las variaciones son mucho más numerosas y, por lo tanto, el anunciador puede tener que explicar mucho más a la audiencia.
Cuando finaliza un combate de MMA o boxeo, el anunciador del ring presenta al ganador, la hora de finalización y el método. Si la pelea dura todos los asaltos programados, el anunciador leerá los totales de la tarjeta de puntuación de los jueces de la pelea, antes de anunciar una victoria por decisión unánime, mayoritaria o dividida para uno de los peleadores, o un empate. Esto normalmente se hace desde el interior del ring o la jaula.
En la lucha libre profesional, el anuncio generalmente se realiza fuera del ring y, por lo general, no menciona el momento o el método de la victoria a menos que sea por descalificación, sumisión o nocaut; sin embargo, como los eventos de lucha libre profesional incorporan un cronometrador oficial en el ringside, al igual que el boxeo y las MMA, algunos anunciadores del ring pueden ser informados del momento de la derrota al finalizar el combate y también transmitirán esa información a la audiencia.
Además de esto, algunos combates de lucha libre profesional estipularán un límite de tiempo, dentro del cual un luchador debe ganar si desea evitar un empate por límite de tiempo. En casos como este, el anunciador del ring puede informar a la audiencia cuánto tiempo ha transcurrido (y normalmente lo hará cada cinco minutos) y cuánto tiempo queda.
En una lucha titular, el anunciador específica que el ganador sigue siendo el campeón o el nuevo campeón.